# Хант, Марк
Марк Хант (род. 23 марта 1974 года, Окленд, Новая Зеландия) — новозеландский боец смешанных боевых искусств  и бывший кикбоксер самоанского происхождения, наиболее известный своими выступлениями в К-1, Pride и UFC. В мире единоборств Марк Хант славится выдающейся физической силой, нокаутирующим ударом и «железным подбородком» — способностью выдерживать тяжелейшие удары в голову. Будучи кикбоксером, он шокировал болельщиков 8 декабря 2001 года, выиграв финал K-1 World Grand Prix.

## Биография
Марк Хант родился в неблагополучном районе Окленда в маленькой самоанской семье. Становиться профессиональным бойцом Хант не собирался, пока случайная драка возле ночного клуба не изменила его судьбу. Один из вышибал клуба, Сэм Марстерс, обратил внимание на ту лёгкость, с которой Хант нокаутировал нескольких противников и пригласил молодого Марка в спортзал тренироваться на постоянной основе. В том же году Хант переехал в Сидней, Австралия тренироваться с Алексом Туи. Несколькими годами спустя он перешёл в Liverpool Kickboxing Gym под начало маорийского инструктора Хэйпа Нганароа.
В данное время Марк тренируется под руководством Стивена Оливера из Oliver MMA в Австралии, также совершает вылазки в American Top Team, Wolfslair, Jacksons MMA, Tiger Muay Thai и прочие тренировочные лагеря. В свободное от борьбы время увлекается игрой в шахматы. На 4 января 2021 года имеет более, чем 70 тысяч игр и рейтинг 1900 на сайте Chess.com.

## Карьера бойца

### К-1
Поначалу промоутеры относились к Ханту небрежно, используя в качестве «проходного» соперника для «перспективных» бойцов, выплачивая низкие гонорары (за первый бой Марк получил упаковку пива) и информируя о боях за пару дней до их проведения. Длилось это, пока в феврале 2000 года Тарик Солак не объявил о проведении турнира «K-1 Oceania». На тот момент Хант имел 15 побед (3 нокаутами) и 4 поражения и перед началом турнира практически не рассматривался как серьёзный соперник.
Несмотря на это, Хант выиграл турнир, нокаутировав Клэя «Расшибателя Кокосов» Омитаги, победив Рони Сефо — в четвертьфинале, и Фила Фагана — в финале. Впечатляющие победы дали Ханту право на поездку в Японию для участия в квалификационном турнире К-1. Свой первый бой на международном уровне Хант проиграл решением французскому кикбоксеру Жерому Ле Банне.
В следующем году Хант вновь вернулся в К-1, опять выиграв турнир «К-1 Oceania». На квалификационном турнире в Мельбурне Хант побил японского кикбоксера Хироми Амаду, но проиграл раздельным решением действующему чемпиону — Эрнесто Хосту. Тем не менее, за свой яркий стиль Хант получил право (англ. wild card) участвовать в отборочных, поскольку Мирко Филипович выбыл из-за травмы. Ханту выпало сражаться против своего земляка, новозеландца Рэя Сефо, который одержал победу по очкам. Бой получился очень зрелищным, так как Хант и Сефо неоднократно строили друг другу рожи и пританцовывали на ринге. В один момент Хант стал кричать на Сефо, просто принимая все удары в голову, несмотря на то, что Сефо, как и Хант, на протяжении карьеры славился своим нокаутирующим ударом.
Независимо от исхода, Сефо не смог продолжать выступление на турнире из-за травмы глаза, и Хант проследовал дальше вместо него. В следующем раунде Хант отправил в технический нокаут Адама Ватта, тем самым завоевав право выступления в финале K-1 World Grand Prix в Токио.
Во время выбора соперников Хант удивил всех, выбрав Жерома Ле Банне, которому проиграл годом ранее, в качестве четвертьфинального соперника. Хант отомстил за поражение, нокаутировав Ле Банне во втором раунде. Следующим соперником Марка стал Штефан Леко, которого Хант дважды отправил в нокдаун, выиграв бой единогласным решением. Последним боем турнира стала встреча Ханта с бразильским бойцом Кёкусинкай Франсиско Фильо. Хант победил Фильё единогласным решением, став чемпионом K-1 World Grand Prix 2001.
В 2002 году Хант отправился в Париж, в третий раз выйдя на ринг против Ле Банне, в бою, ставшем одним из жесточайших поединков в истории К-1. Ле Банне, выступавший у себя на родине при огромной поддержке болельщиков, отправил Ханта в нокдаун во втором раунде, однако, через несколько секунд сам упал на настил от удара Ханта. На последних секундах раунда Ле Банне опять отправил Ханта в нокдаун, и в перерыве угол новозеландца выбросил полотенце, сигнализируя об остановке боя.
Четвёртая встреча двух бойцов состоялась в финале K-1 World Grand Prix 2002. На первой стадии (1/4 финала) Хант вновь разобрался со Штефаном Леко, однако в полуфинале Ле Банне вновь взял верх единогласным решением. Этот бой стал последним выступлением Ханта в рамках турниров Grand Prix.
В 2008 году Хант вернулся в К-1, так как на тот момент действующий чемпион К-1 Сэмми Схилт практически «вычистил» весь тяжёлый дивизион, и достойных противников у него просто не осталось. Хант вышел на бой в качестве претендента на пояс чемпиона, однако, был нокаутирован Схилтом ударом ноги с разворота в область печени/

### ММА
В 2004 году Хант дебютировал в ММА, подписав контракт с японским промоушеном Pride. В отличие от кикбоксинга, Хант не зарекомендовал себя выдающимся бойцом смешанного стиля. Во многом, причиной тому стали невысокий уровень борьбы в партере и умения защищаться от болевых приёмов: пять из семи поражений Ханта в ММА были получены именно сдачей. Впрочем, проигрывал Хант далеко не середнякам: в числе победивших его такие известные бойцы как Фёдор Емельяненко, Джош Барнетт, Алистар Оверим, Хидэхико Ёсида и Гегард Мусаси. В последних боях Марк демонстрирует заметный прогресс борьбы в партере и защиты от болевых, несмотря на солидный возраст (старше него из активных бойцов в UFC только Дэн Хендерсон).
В свою очередь, сталкиваясь по смешанным правилам с бойцами, предпочитавшими бои в стойке, Хант преимущественно выигрывал. Так, например, потерпели поражения легендарные Вандерлей Сильва и Мирко Филипович.
Также, во время карьеры в ММА, Хант испытал первое поражение нокаутом от удара в голову. Марк должен был в очередной раз сразиться с Жером Ле Банне, однако тот получил травму, и в качестве замены на бой вышел голландский кикбоксер Мелфин Манхуф, значительно уступавший Ханту в весе. Несмотря на разницу в габаритах, Манхуф сумел нокаутировать Ханта на 18-й секунде первого раунда. По словам Ханта, он недооценил противника и поплатился за это нокаутом.
В организации Ultimate Fighting Championship, Марк Хант дебютировал 25 сентября 2010 года против Шона МакКоркла. Дебют в UFC оказался неудачным, Марк проиграл в первом раунде сдачей от прямого рычага локтя. Это было шестое поражение Марка подряд. Следующий бой Марка Ханта в UFC мог стать последним для бойца, бой состоялся 27 февраля 2011 на UFC 127 в Сиднее, Австралия. Противником стал Крис Такшерер, член команды Death Clutch, собранной бывшим чемпионом UFC Броком Леснаром. Хант брутально нокаутировал Такшерера во втором раунде, проведя короткий апперкот правой рукой и пошёл по рингу как ни в чём не бывало. За это выступление он получив награду «Нокаут вечера». 24 сентября 2011 года Марк Хант победил Бена Ротвелла единогласным решением судей. В следующем бою Марк встретился лицом к лицу в Японии с французским кикбоксером Чейком Конго, у которого выиграл в первом раунде техническим нокаутом из-за ударов руками.
26 мая 2012 года на UFC 146 Хант должен был встретится с голландским гигантом Штефаном Стрюве, но выбыл из турнира из-за травмы колена (разрыв крестообразной связки) за 10 дней до турнира. Колено ранее беспокоило Марка, но он не придал ему должного внимания и на этот раз операции и длительного периода восстановления избежать не удалось. Это был первый раз, когда Хант снялся с боя по любой причине. Через год, 3 марта 2013 года, бой между ними наконец состоялся, он вошёл в состав турнира UFC on Fuel TV: Silva vs. Stann в Японии. На протяжении 2-x первых раундов Марк Хант уверенно доминировал в стойке, неплохо защищался в партере, а в 3 раунде нокаутировал Стрюве, сломав ему челюсть и получил награду за «Лучший нокаут вечера».
Следующий бой Хант провел против бывшего чемпиона в тяжелом весе Джуниора дос Сантоса 25 мая 2013 года на турнире UFC 160 в Лас-Вегасе. Бой проходил преимущественно в стойке, Хант уступал в скорости дос Сантосу, дополнительным преимуществом последнего стала травма Ханта (перелом большого пальца ноги в первом раунде). В итоге дос Сантос нокаутировал Ханта в конце третьего раунда ударом ногой с разворота и добиванием в партере. Бой получил награду «Лучший бой вечера».
Далее UFC выдвинул в соперники Ханту Антонио Сильву, который был претендентом на пояс, но быстро проиграл. Они показали великолепный бой, и судьи не смогли определиться с победителем, в итоге присудили ничью. Оба бойца получили награду «Бой вечера». Однако послематчевая экспертиза показала, что уровень тестостерона в крови Сильвы был завышен вследствие использования ТРТ (тестостерон-заместительной терапии), которая была проведена с превышением доз тестостерона. За использование допинга его лишили наград и отстранили от турниров на 9 месяцев. Результат боя изменили на «не состоялся», бонус Силвы за «Бой вечера» в размере 50.000$ отдали Ханту. В этом поединке Хант сломал левую руку (две пястные кости), для лечения потребовалось хирургическое вмешательство.
Следующий бой Марк провел с «выпускником» шоу тяжеловесов The Ultimate Fighter 10 Finale Роем «Большая деревенщина» Нельсоном 20 сентября 2014 года в Японии, на Саитама Супер Арена. Хант нокаутировал Роя коротким апперкотом во втором раунде и в привычной манере ушёл в сторону. За бой Марк получил награду «Выступление вечера» и призовые в размере 50.000$.
На UFC 180 в главном бою вечера Марк Хант и Фабрисио Вердум и разыграли титул временного чемпиона тяжелого дивизиона. Расслабленный поначалу фаворит боя Вердум быстро «вернулся на землю» после нескольких точных попаданий Ханта. Марк пытался достать ускользающего бразильца сериями размашистых ударов руками по типу «H-Bomb» Дэна Хендерсона, и добился в этом некоторого успеха. Однако Вердум сумел восстановиться и не допустить фатальной ошибки до конца первого раунда.
Во второй пятиминутке Фабрисио начал рыбкой нырять в ноги соперника, пытаясь перевести его в партер. Хант успешно парировал несколько таких попыток, и в какой-то момент оказался «прикормлен» — при любом наступательном движении Вердума он инстинктивно ждал прохода в ноги и автоматически начинал спроул. Далее в очередной раз ринувшись в атаку, Фабрисио Вердум выбросил удар коленом в прыжке, точно попав в челюсть оппонента. Марк Хант рухнул на канвас, где и был добит серией хаммерфистов.
На UFC Fight Night 65, проходившем 10 мая 2015 года, Марк Хант вышел против Стипе Миочича. Начиная с первого раунда, Миочич переводил Ханта в партер, нанося множество безответных ударов. В пятом раунде бой был остановлен рефери, засчитав Марку технический нокаут.
На UFC 193, проходившем 14 ноября 2015 года, Марк Хант вновь встретился с Антонио Сильвой. Бой закончился в первом раунде. Обменявшись несколькими ударами в стойке, Хант попал кулаком в голову, после чего Сильва упал. Нанеся ещё несколько добивающих ударов, Марк вынудил рефери остановить бой. Марк Хант одержал победу техническим нокаутом.
На очередном UFC Fight Night 84, проходившем 20 марта 2016 года в Австралии, Марк Хант провёл бой с Фрэнком Миром. В первом-же раунде, Марк нокаутировал Фрэнка левым боковым ударом кулака в голову.
На юбилейном UFC 200, проходившем 9 июля 2016 года в Лас-Вегасе Марк Хант встретился с Броком Леснаром. По истечении трёх раундов, не в самом зрелищном бою победу единогласным решением отдали Броку Леснару. Позже стало известно, что Брок Леснар провалил 2 допинг-теста, был оштрафован на $250,000 и дисквалифицирован на 1 год. Соответственно результат боя Марк Хант — Брок Леснар был изменен на «Не состоялся».
После этого последовало поражение от Алистара Оверима нокаутом на турнире UFC 209. Позже Хант одержал победу техническим нокаутом над Дерреком Льюисом, в главном бою вечера на турнире в Окленде (Новая Зеландия).
В ко-мейн ивенте турнира UFC 221 Марк Хант уступил единогласным решение американцу Кертису Блейдсу.
15 сентября 2018 года в Москве в СК «Олимпийский» в главном поединке UFC Moscow, дебютном турнире UFC в России, проиграл Алексею Олейнику удушающим приёмом в первом раунде.
После поражения в декабре 2018 года от Джастина Уиллиса Хант заявил об окончании карьеры в UFC. Во время взвешивания перед боем оппоненты подрались.После поединка Хант заявил: "Я хочу поблагодарить UFC за проделанную работу. Спасибо за всё. В течение долгого периода времени нам удалось плодотворно сотрудничать. Теперь же, меня ждет новый этап в моей карьере. Я начинаю новый путь к лучшему".

## Достижения
Кикбоксинг:
- Чемпион K-1 World Grand Prix (2001)
- Чемпион отборочного турнира К-1 в Мельбурне (2001)
- Чемпион турнира K-1 Grand Prix Oceania (2000, 2001)
- Чемпион Австралии по кикбоксингу в супертяжёлом весе по версии WKBF (1999)

Смешанные единоборства в Ultimate Fighting Championship:
- обладатель премии «Выступление вечера» (2 раза) против Роя Нельсона и Фрэнка Мира.
- обладатель премии «Лучший бой вечера» (2 раза) против Джуниора Дос Сантоса и Антонио Силва.
- обладатель премии «Лучший нокаут вечера» (2 раза) против Криса Тачшерера и Штефана Стрюве.

## Статистика боёв

### Статистика в ММА
| Боёв 26          | Побед 13 | Поражений 12 |
| ---------------- | -------- | ------------ |
| Нокаутом         | 10       | 4            |
| Сдачей           | 0        | 7            |
| Решением         | 3        | 0            |
| Дисквалификацией | 0        | 1            |
| Не состоявшихся  | 1        | 1            |